# 彰化捷運
彰化捷運，簡稱彰捷，是台灣彰化縣一座規劃中的大眾捷運系統和輕軌運輸系統，主要規劃服務範圍在彰化縣境內。由彰化縣政府工務處規劃，並同時納入臺中捷運綠線延伸線作整體路網規劃。目前先期路網有臺中捷運綠線彰化延伸線、大竹鹿港線及雙林線，二期路網則有和美線。

## 歷史
由於彰化縣屬於台中都會區，台中規劃捷運路網時亦將彰化市列入。2009年3月6日，臺中市政府交通局召開推動專案小組會議協商，由台中市政府、台中縣政府、彰化縣政府組成，並委託臺北市政府捷運工程局進行《臺中都會區大眾捷運系統路網檢討規劃》專案；10月完成專案。其中台中捷運綠線自台中市北屯區至彰化市，採中運量系統。該線彰化段後來改列為延伸線，於2012年10月29日由台中市交通局委託鼎漢國際工程顧問公司辦理《臺中都會區大眾捷運系統烏日文心北屯延伸線可行性研究》，並於2014年4月18日完成，但多次送審失敗。2017年3月23日，彰化延伸線納入前瞻基礎建設計畫中，但2019年12月又遭中央政府退回。
除了台中捷運延伸外，彰化縣政府於2018年5月完成《彰化縣大眾捷運系統整體路網評估計畫案》專案，含鹿港線、鹿港延伸線、彰化環線、和美線、和美延伸線、彰化溪湖線、員林溪湖線、田中芳苑線、二林支線、員林溪州線、鹿港芳苑線共11線。並於同年10月向中華民國交通部申請鹿港線可行性研究經費，並於2019年4月16日招標成功，開始進行可行性研究，並預計2020年6月完成並送審交通部。2019年，彰化縣縣長王惠美提出「一軸一環雙樞紐」的路網規劃，並啟動彰南（員林經溪湖至二林中科園區）捷運計畫，但至年底仍未招標成功；另外也提出二期路線和美線，從彰化車站至和美鎮。
2021年7月，彰化縣工務處長林漢斌表示，彰化規劃第1條捷運「大竹鹿港線」，也就是東起彰化市大竹，西到鹿港轉運站，全長約22公里，預計要設21個停靠站，將銜接台中捷運綠線延伸彰化的金馬站，以及台鐵彰化車站，其中的金馬站將是未來台鐵高架化後的三鐵共構車站。
2022年1月21日，彰化縣政府工務處於彰化市及鹿港鎮舉辦「大竹鹿港線」可行性研究說明會，路線全長21.2公里，沿途設置高架11站、平面12站，並有兩座駐車機廠，預計3月送彰化縣議會審理，最快6月提交交通部審查。 三月經彰化縣議會審查，議員以開闢路廊涉及徵地和拆遷疑慮，民意反彈，人口數流失捷運載運量需求性不高，擔憂蓋出「蚊子捷運」因此退回全案，工務處長林漢斌指出，縣府不會因此放棄，會再彙整民意，參考其他縣市作法，繼續修正評估。
2022年10月，彰化縣政府工務處逐步於埔心鄉、溪湖鎮、員林市及二林鎮四處舉辦「彰南捷運」可行性研究說明會，路線全長27.86公里，其中員林靜修路段以及二林市區採平面單軌配置，國道一號員林交流道處則採高架通過，沿途將設置24座平面車站，起點員林站可與台鐵員林車站轉乘。
2023年4月，彰化縣政府交通處修改彰南線的部分路廊以及站點設置，路線縮短至25.3公里，其中高架段約9公里，平面路段約16.3公里，並將設站數目減少至15站，終點站也由二林轉運站預定地縮短至二林市區的位置。
2023年6月9日，彰化縣議會通過由交通處提案之「彰化縣大眾捷運系統彰南線可行性研究」，後續將報請交通部審議。
2023年6月14日，彰化縣政府啟動「和美線暨彰化環線可行性研究」之招標作業。
2023年7月19日，彰化捷運（彰南線）可行性研究報告書函報交通部審查。

## 路線
| 彰化捷運路線一覽表（可行性研究中） | 彰化捷運路線一覽表（可行性研究中） | 彰化捷運路線一覽表（可行性研究中） | 彰化捷運路線一覽表（可行性研究中） | 彰化捷運路線一覽表（可行性研究中） | 彰化捷運路線一覽表（可行性研究中） | 彰化捷運路線一覽表（可行性研究中） |
| 路線                               | 路線                               | 區間                               | 長度（公里）                       | 現況                               | 系統                               | 機廠                               |
| 一期路網                           | 一期路網                           | 一期路網                           | 一期路網                           | 一期路網                           | 一期路網                           | 一期路網                           |
| ---------------------------------- | ---------------------------------- | ---------------------------------- | ---------------------------------- | ---------------------------------- | ---------------------------------- | ---------------------------------- |
| 臺中捷運綠線                       | 彰化延伸線                         | 高鐵台中站(119)－金馬(124)         | 6.59                               | 可行性研究行政院通過，綜合規劃啟動 | 中運量系統                         | 北屯機廠                           |
| 大竹鹿港線                         | 主線                               | R03－R22                           | 21.2                               | 可行性研究中                       | 輕軌運輸系統                       |                                    |
| 大竹鹿港線                         | 彰化車站線                         | R10a－R10                          | 21.2                               | 可行性研究中                       | 輕軌運輸系統                       |                                    |
| 彰南線                             | 彰南線                             | BR01－BR15                         | 25.3                               | 可行性研究 交通部審查中            | 輕軌運輸系統                       |                                    |
| 二期路網                           |                                    |                                    |                                    |                                    |                                    |                                    |
| 彰化環線                           | 彰化環線                           | B01－B07                           | 6.1                                | 可行性研究招標中                   |                                    |                                    |
| 和美線                             | 和美線                             | CG01－CG04                         | 11.7                               | 可行性研究招標中                   |                                    |                                    |
| 和美延伸線                         | 和美延伸線                         | CG04－CG09                         | 11.7                               | 可行性研究招標中                   |                                    |                                    |
| 遠期路網                           |                                    |                                    |                                    |                                    |                                    |                                    |
| 大竹鹿港線快官延伸線               | 大竹鹿港線快官延伸線               | R01－R03                           |                                    | 路網規劃中                         | 輕軌運輸系統                       |                                    |
| 彰化溪湖線                         | 彰化溪湖線                         | Y01－未定                          |                                    | 路網規劃中                         |                                    |                                    |
| 員林溪州線                         | 員林溪州線                         | 未定                               |                                    | 路網規劃中                         |                                    |                                    |
| 鹿港芳苑線                         | 鹿港芳苑線                         | 未定                               |                                    | 路網規劃中                         |                                    |                                    |
| 田中芳苑線                         | 田中芳苑線                         | 未定                               |                                    | 路網規劃中                         |                                    |                                    |

## 外部連結
- 彰化縣政府工務處 （页面存档备份，存于）
- 彰化捷運路線圖